# اسنا
اسنا نام شهر و شهرستانی در استان قنا مصر است.

## نگارخانه

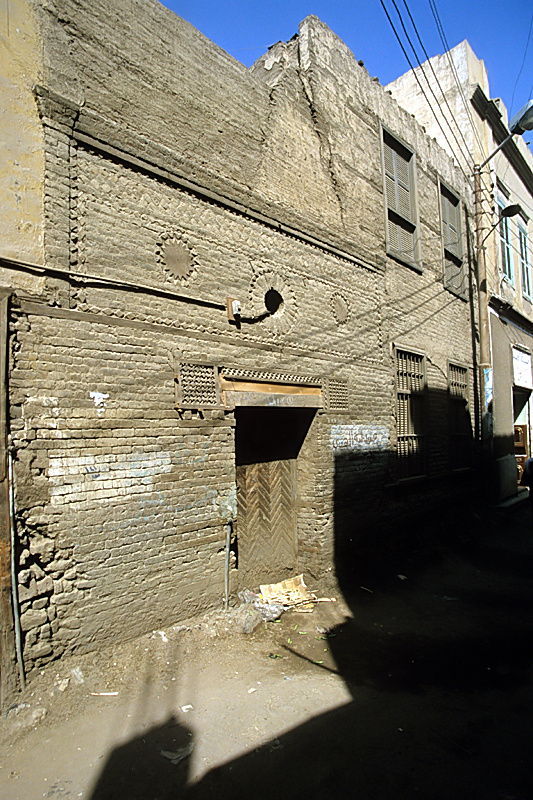
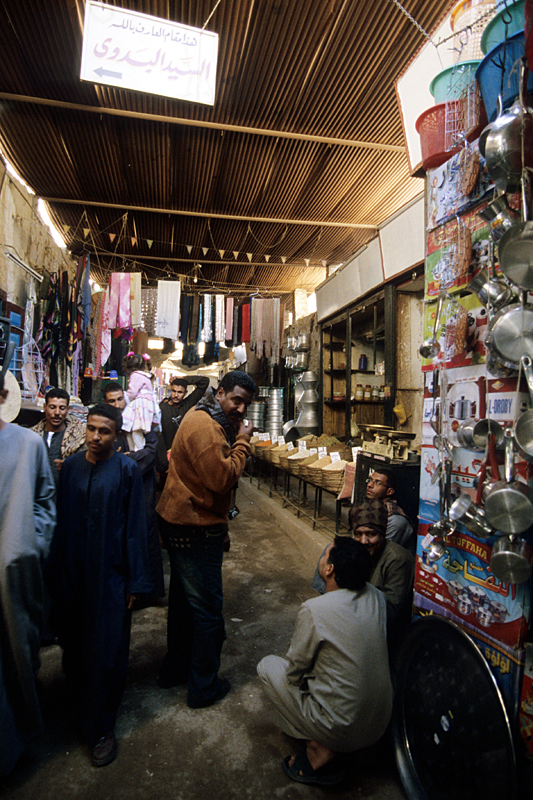
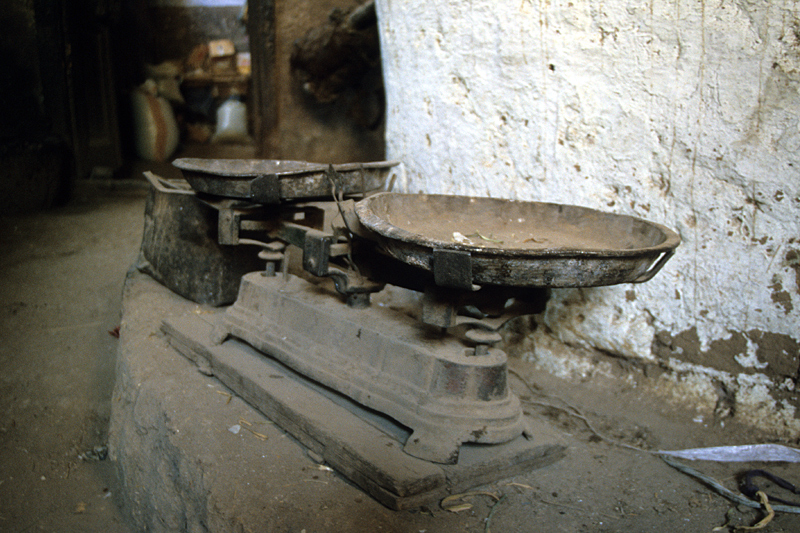
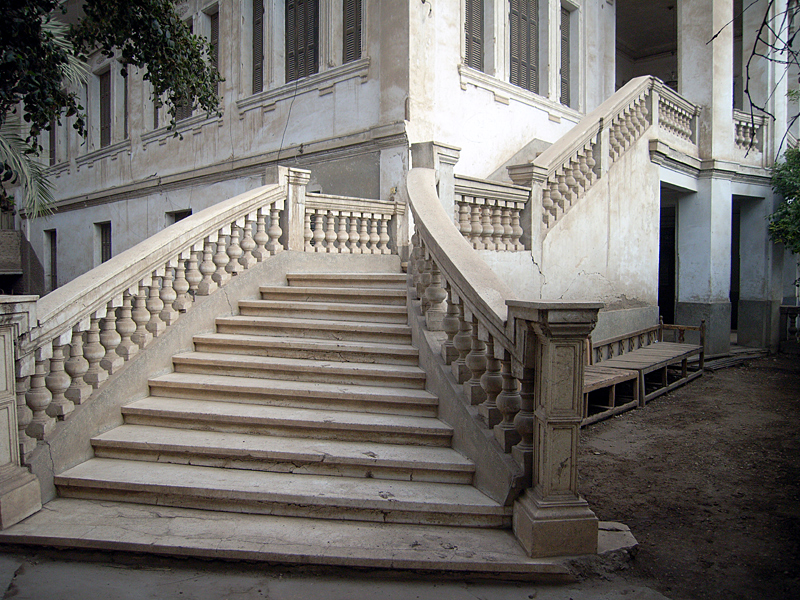
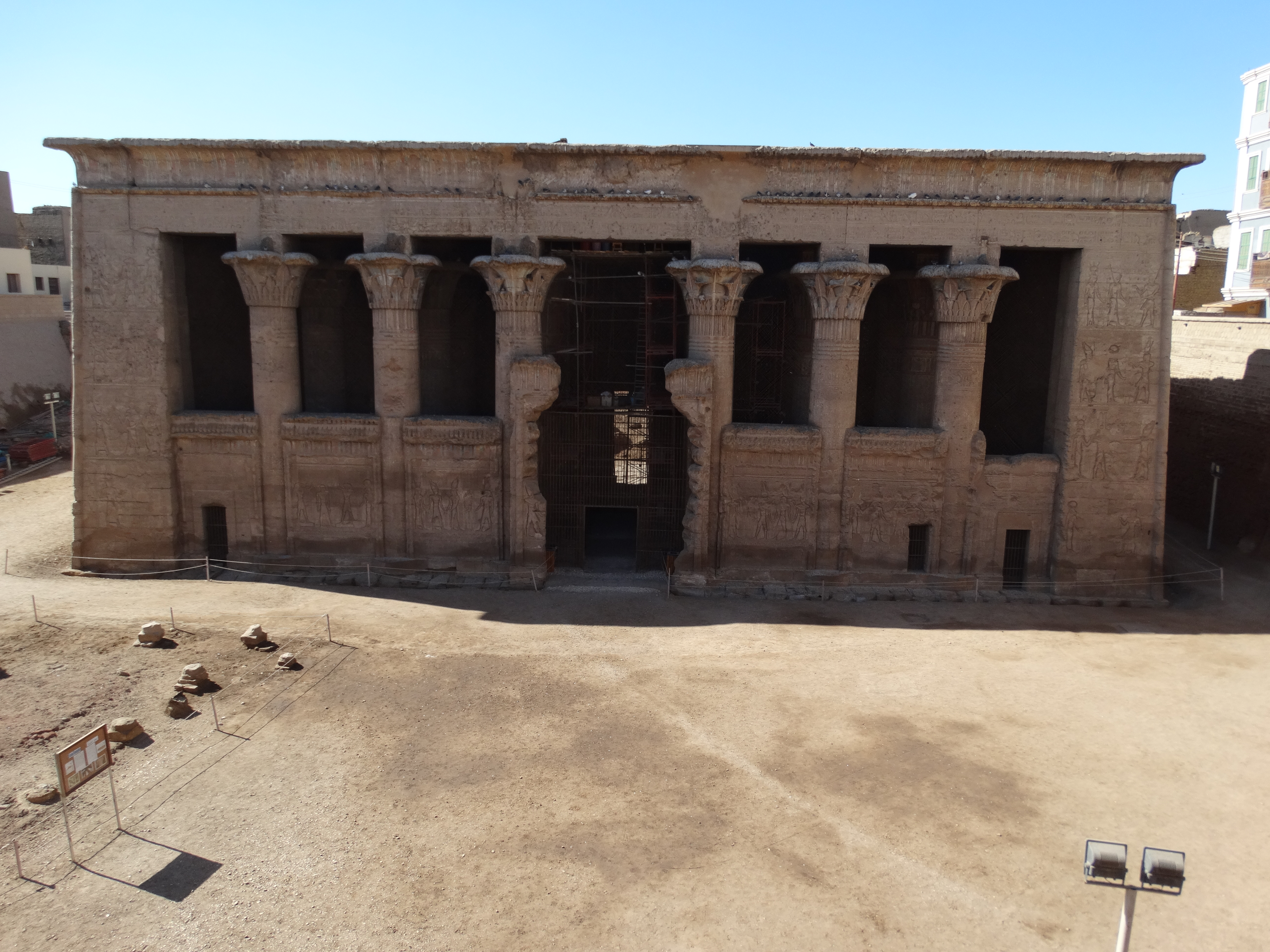
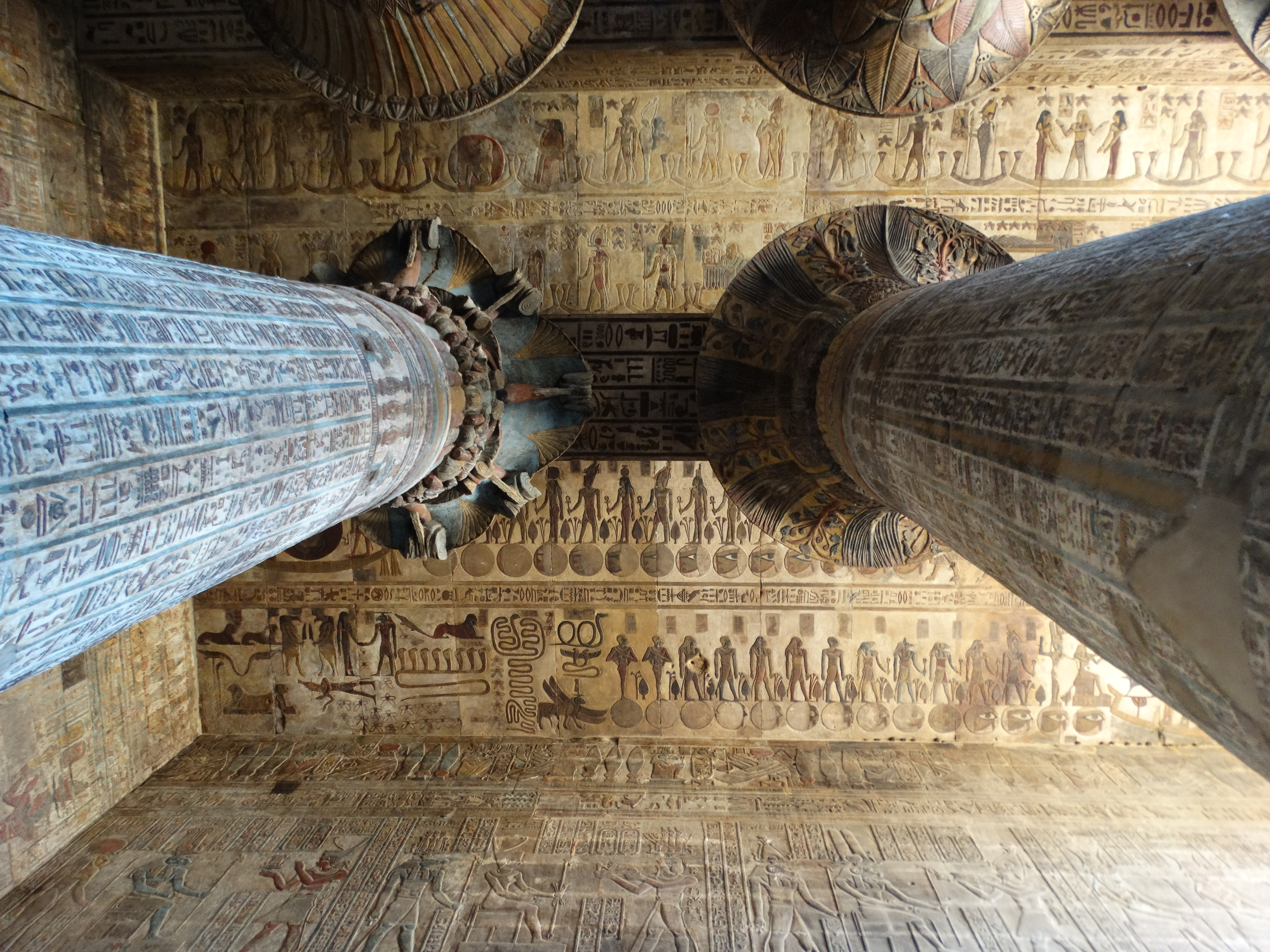
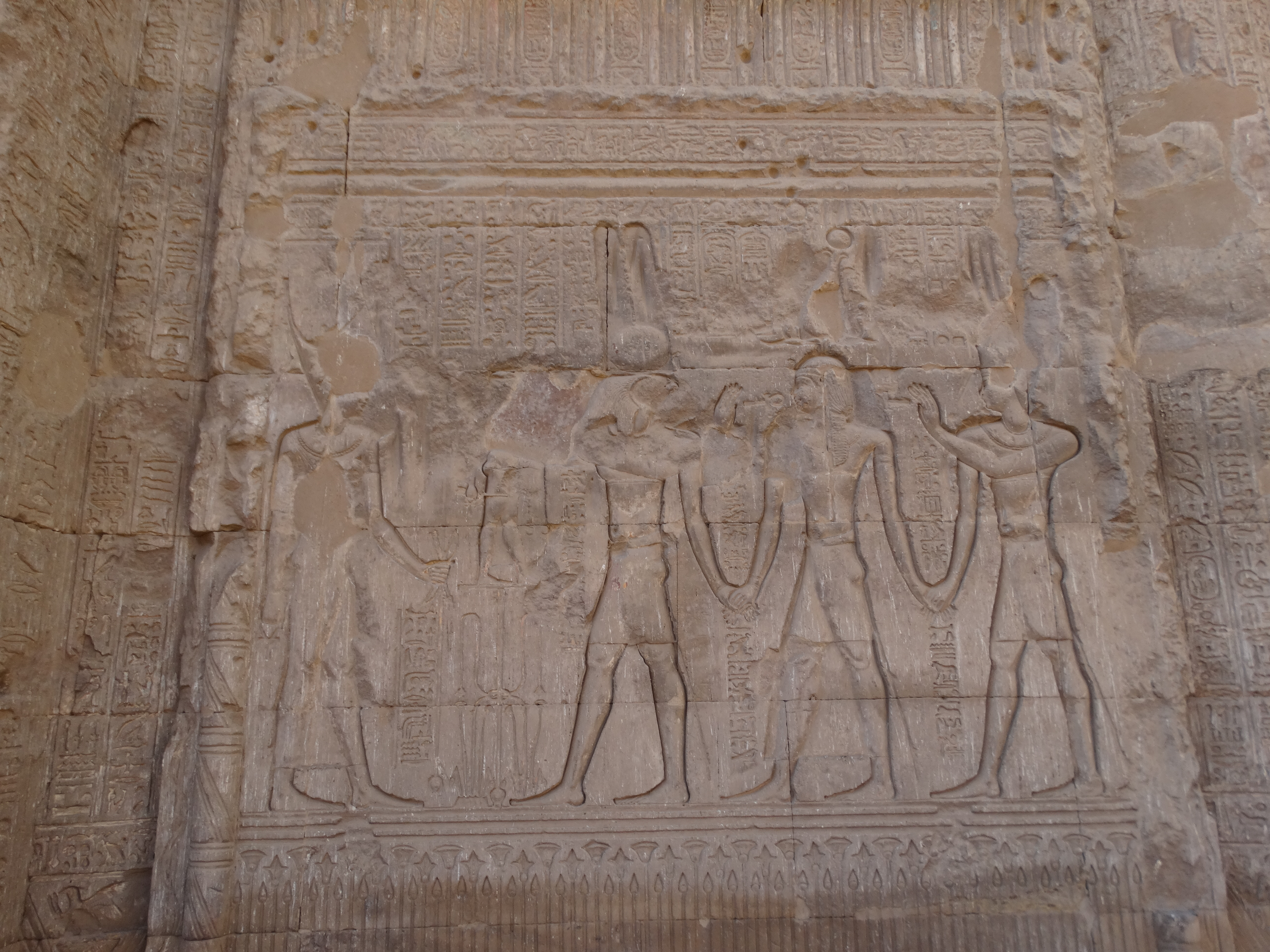
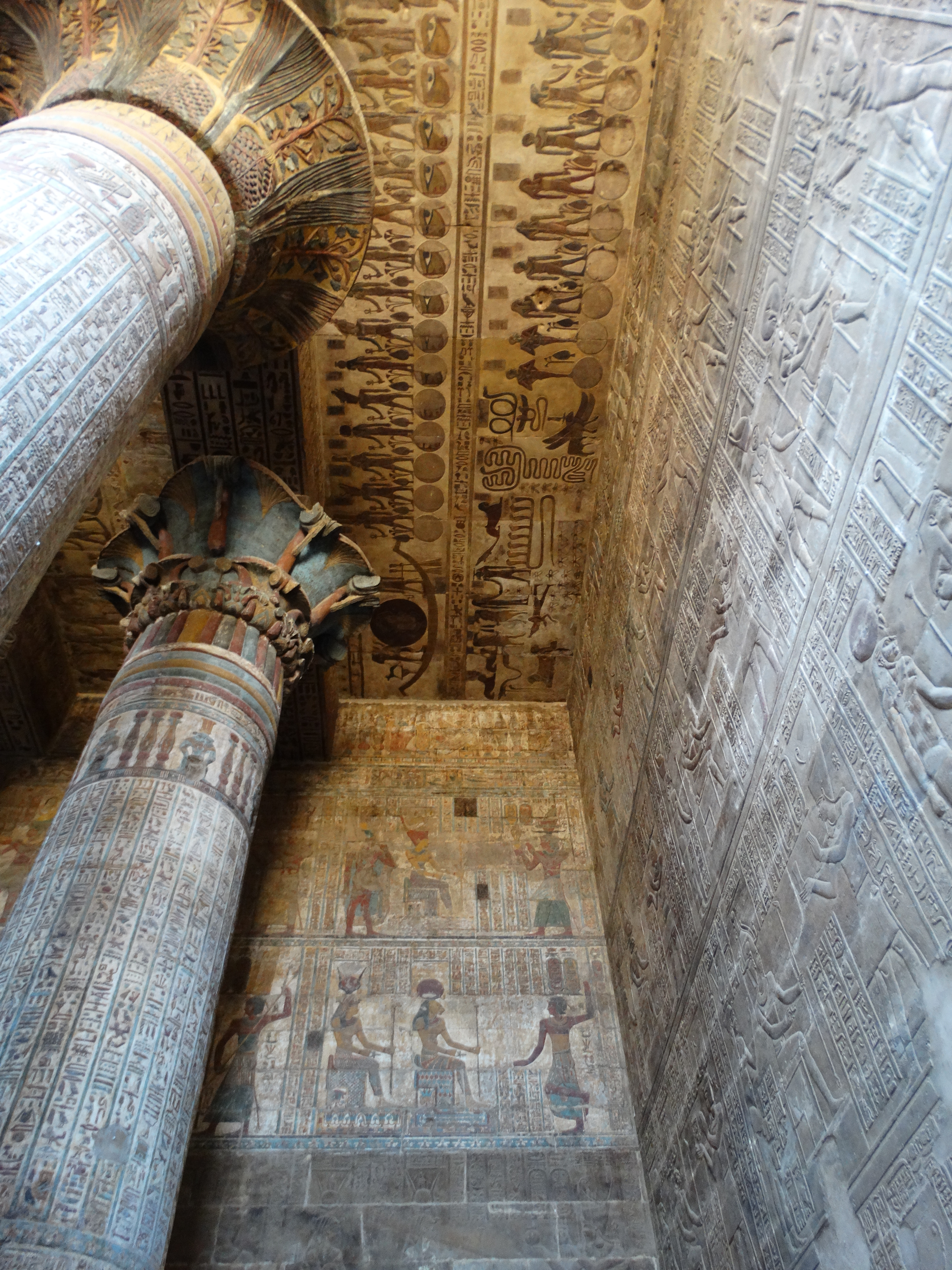
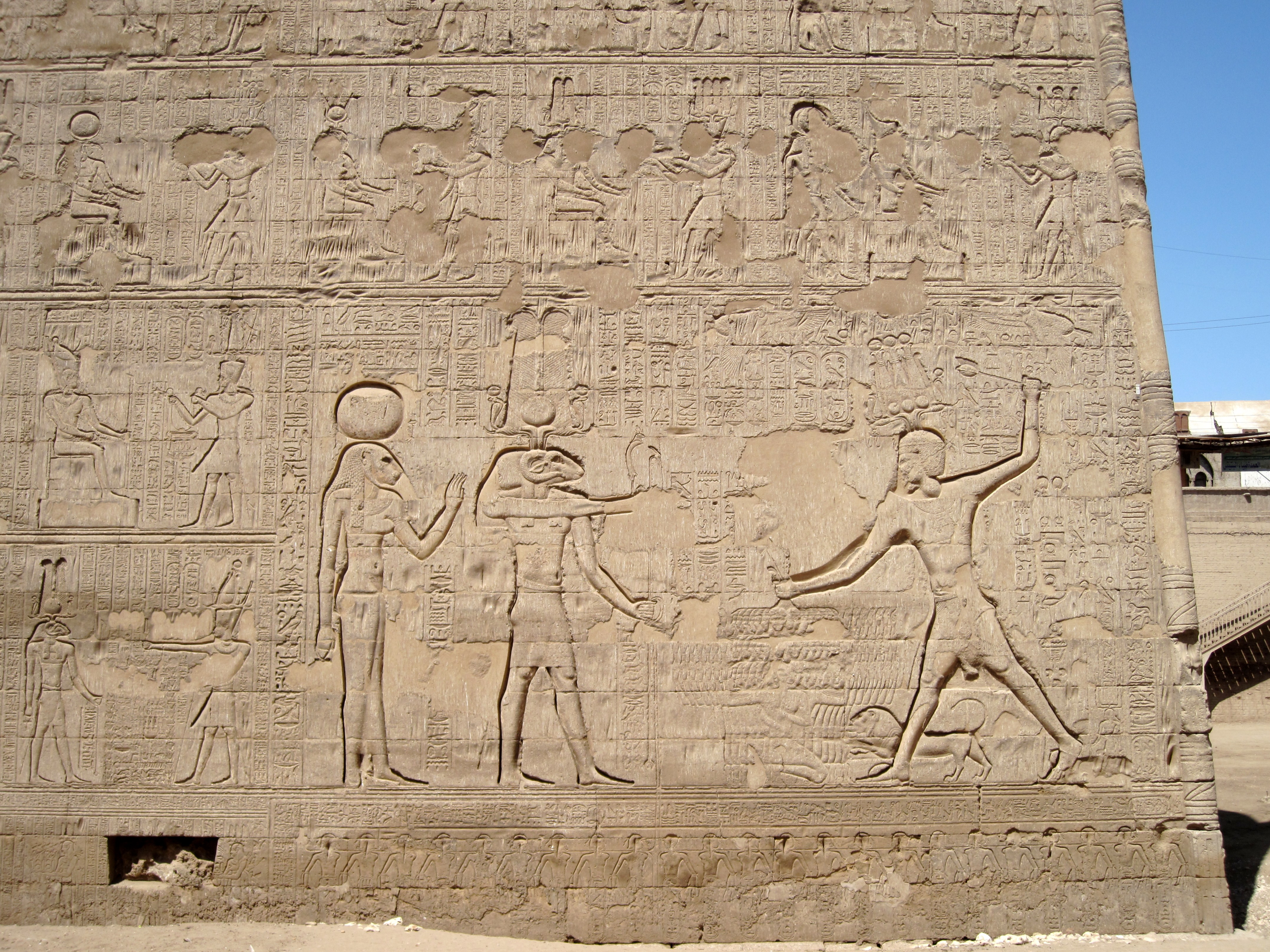
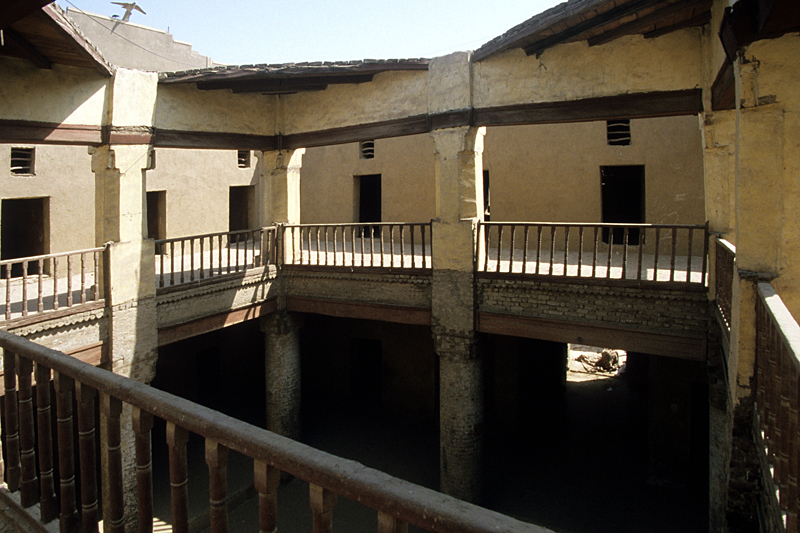
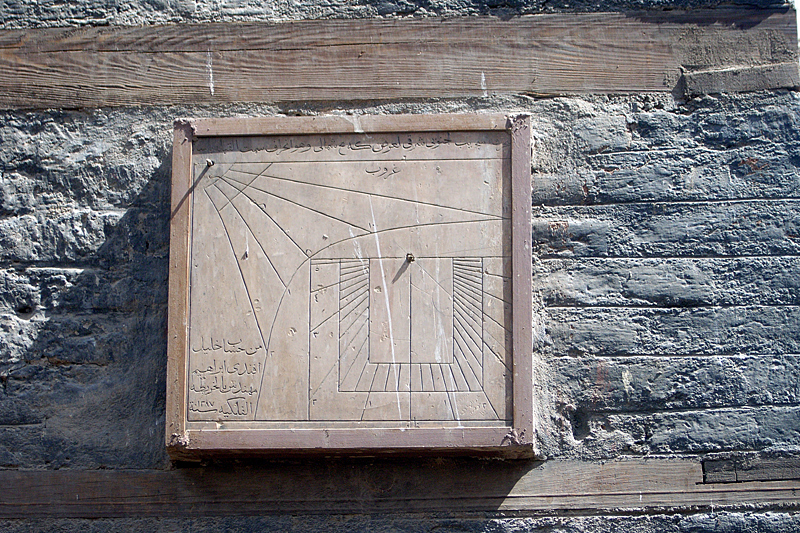
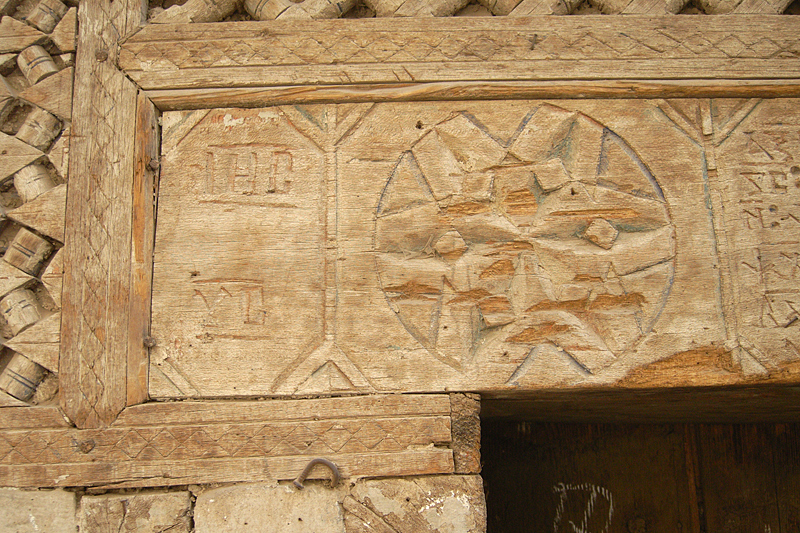
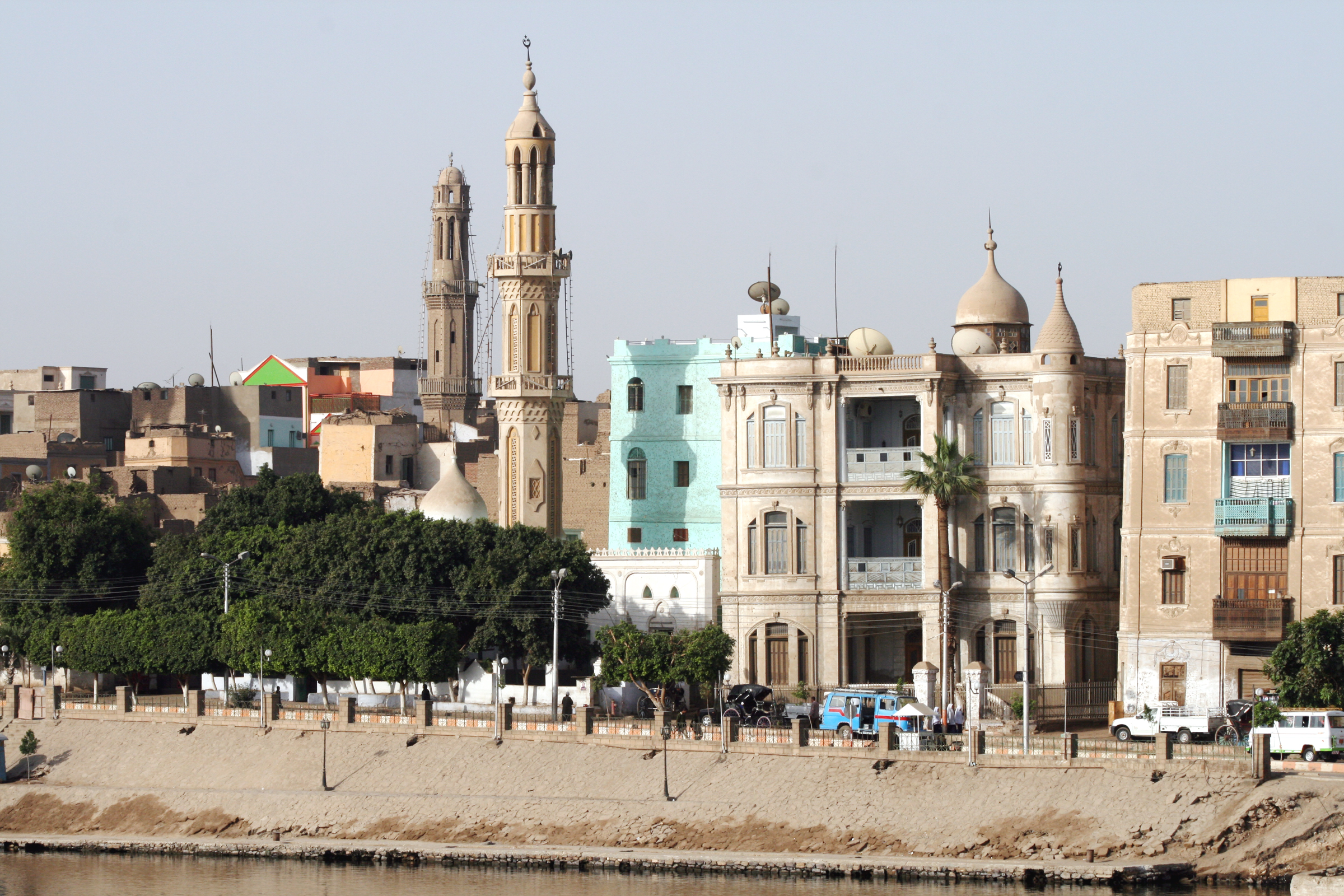
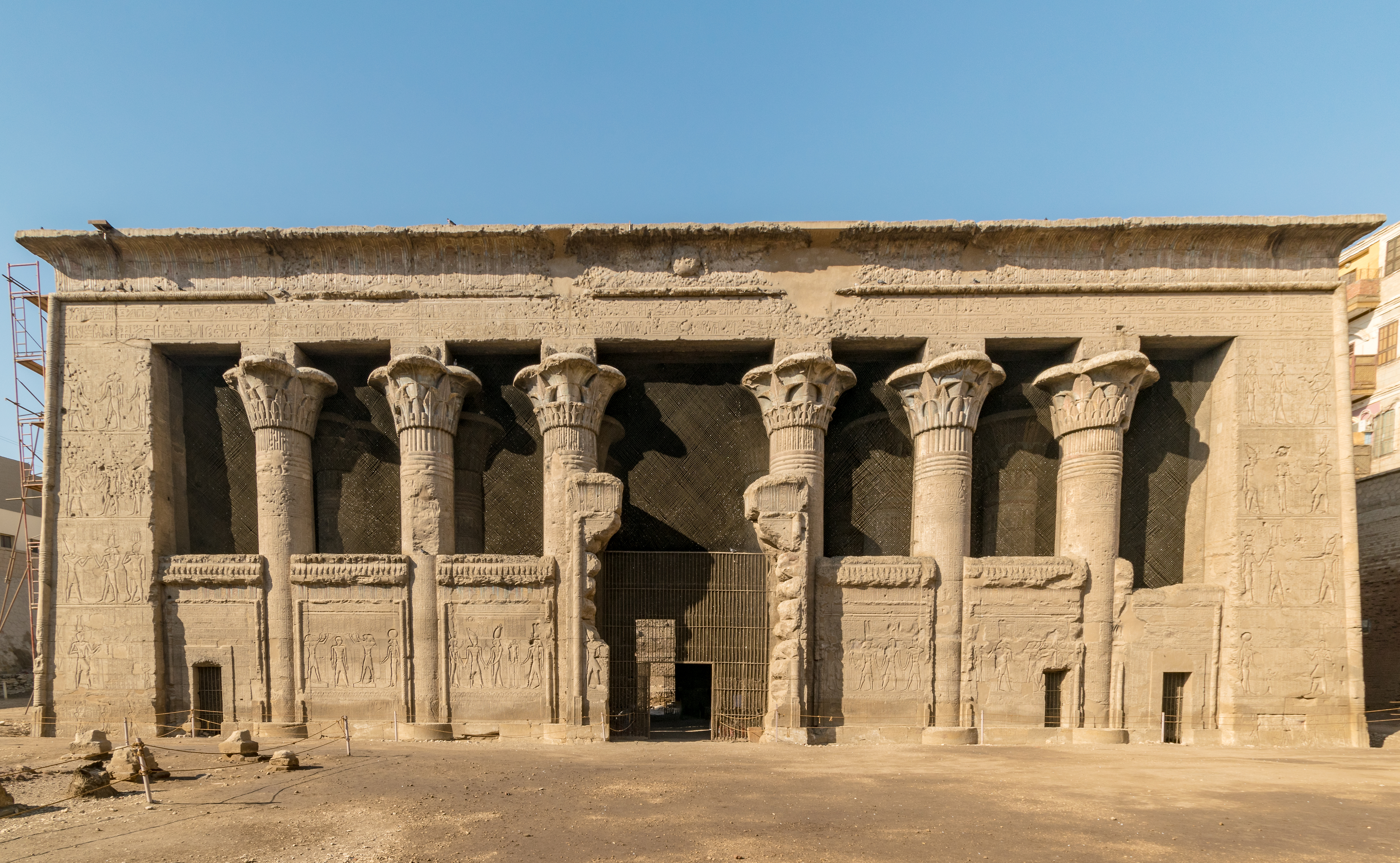
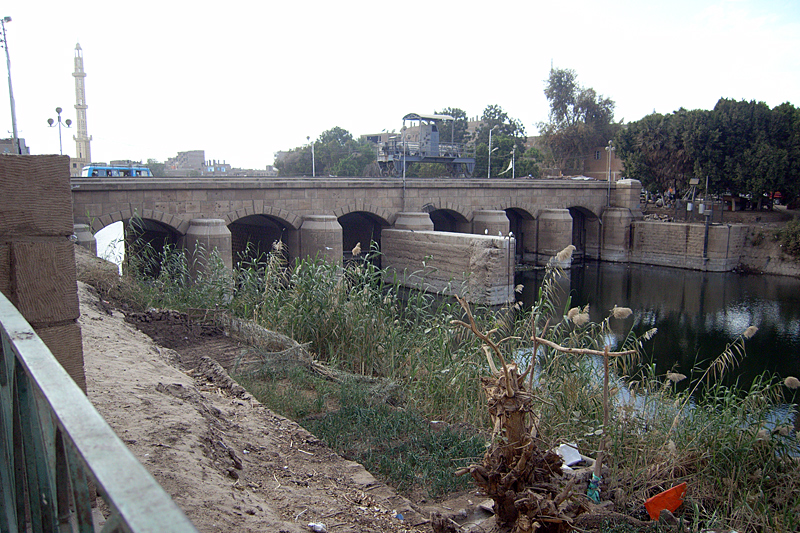
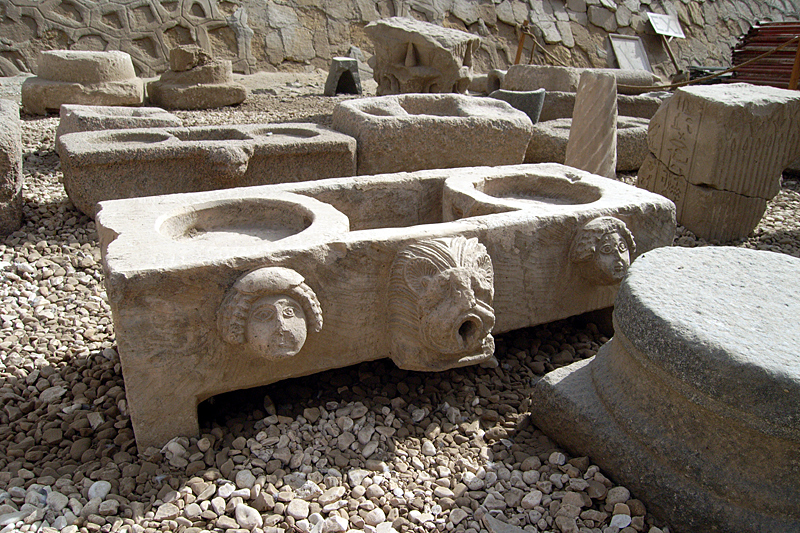
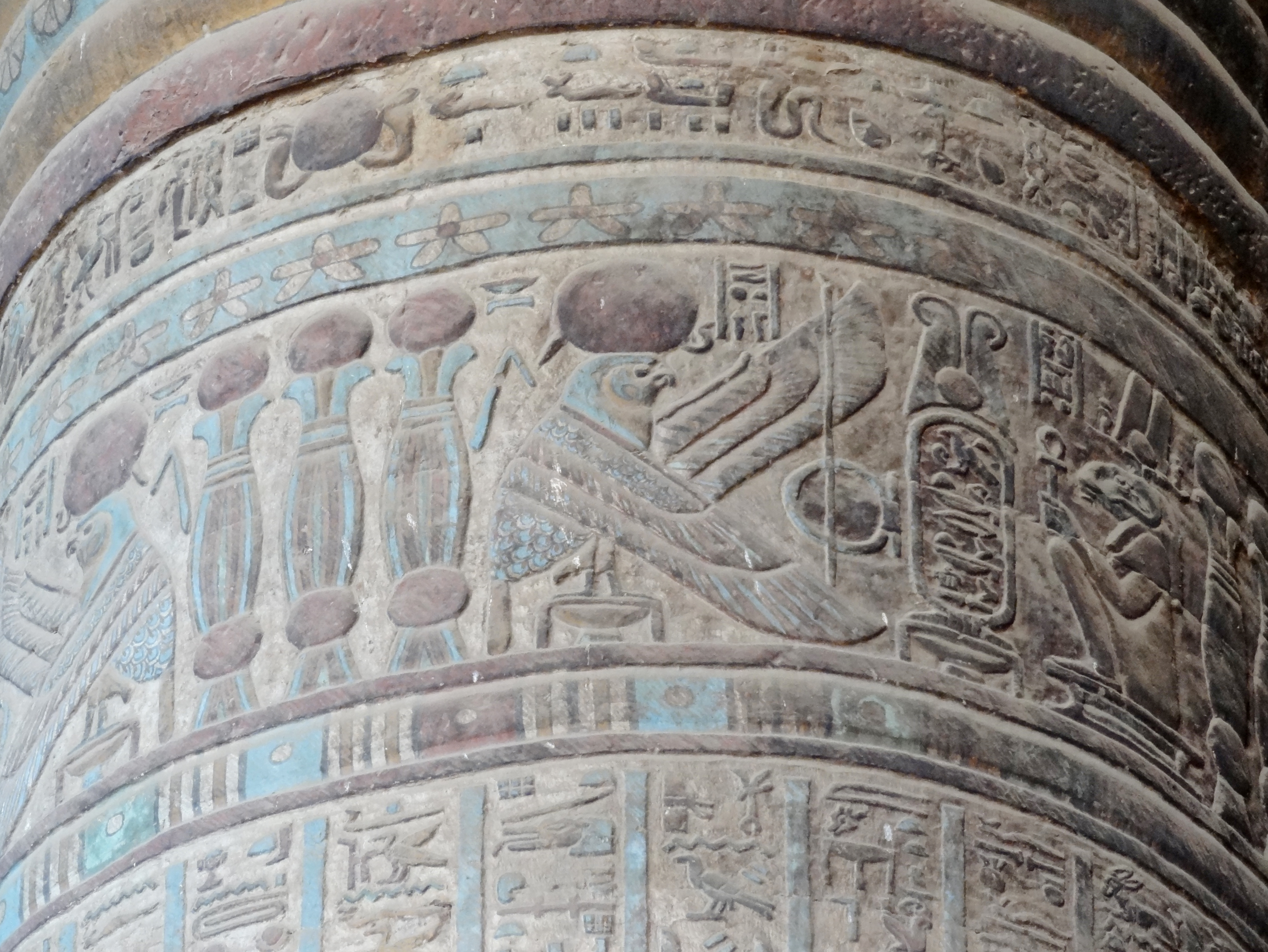
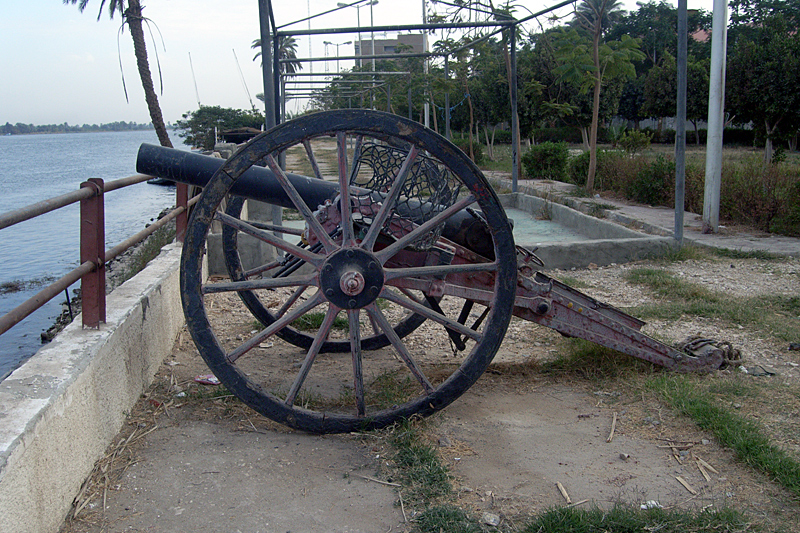